# Аян (аэропорт)
«Аян (Мунук)» — местный аэропорт, расположен в 7 км юго-западнее от села Аян, административного центра Аяно-Майского района на севере Хабаровского края. Аэропорт расположен на побережье Охотского моря.

## История
Аэропорт входил в состав авиапредприятия «Хабаровские авиалинии» в качестве филиала.
В октябре 2014 года аэропорт Аян вместе с четырьмя другими северными аэропортами Хабаровского края был присоединён к ФКП «Аэропорты Дальнего Востока».
В 2015 году был проведён конкурс на проектно-изыскательские работы по реконструкции аэропорта. На 2016 год было запланировано начало его модернизации. Финансирование работ планировалось осуществлять из средств федерального бюджета в рамках программы «Экономическое и социальное развитие Дальнего Востока и Байкальского региона до 2018 года», однако в начале 2017 года программа закрылась.
Реконструкция аэропорта была включена в программу «Развитие транспортной системы России», по которой планируется в течение 2018—2020 годов уложить новую грунтовую ВПП.

## Принимаемые типыВС
Ан-2, Ан-28, Ан-38, L-410, Cessna 208, вертолёты всех типов.

## Показатели деятельности
| год        | 2014 | 2015 | 2016 | 2017 | 2021 |
| пассажиров | 2079 | 2203 | 2258 | 2394 | 2774 |
| Источники: |      |      |      |      |      |

## Маршрутная сеть
Регулярные пассажирские перевозки по маршрутам Хабаровск—Николаевск-на-Амуре—Аян и Аян—Николаевск-на-Амуре—Хабаровск с частотой один-два раза в неделю выполняет авиакомпания «Хабаровские авиалинии» на самолёте LET L-410.

## Авиационные происшествия
29 августа 2002 года самолёт Ан-28 (регистрационный номер RA28932) авиакомпании «Восток», выполнявший рейс ДХ-359 по маршруту Хабаровск — с. им. Полины Осипенко — Аян, потерпел катастрофу. При заходе на посадку в аэропорт Аян самолёт снизился ниже минимально допустимой высоты и после четвёртого разворота, уклонившись от посадочного курса, столкнулся в тумане со склоном горы (мыс Отвесный). Причиной авиакатастрофы послужили ошибочные действия экипажа в сложных метеоусловиях — нарушение схемы захода на посадку ниже минимума погоды аэродрома. Все находившиеся на борту самолёта (2 члена экипажа и 14 пассажиров) погибли в момент столкновения.